# Geografia Indiei
India este al-șaptelea cel mai mare stat din lume și, al treilea cel mai mare din Asia (după China și partea asiatică a Rusiei), cu o suprafață de 3,287,590 km2. India măsoară 3.214 km de la nord la sud și 2.933 km de la est la vest. Are o frontieră terestră de 15.200 km și o linie de coastă de 7.516,6 km.
India este situată la nord de ecuator, între 8°4' nord și 37°6' latitudine nordică și între 68°7' est și 97°25' longitudine estică.
La sud, India se proiectează în Oceanul Indian și este mărginită de acestea - în special de Marea Arabiei la vest, Marea Lakshadweep la sud-vest, Golful Bengal la est și Oceanul Indian propriu-zis la sud. Strâmtoarea Palk și Golful Mannar separă India de Sri Lanka în imediata sa parte a sud-estului, iar Maldivele se află la aproximativ 125 de kilometri sud de Insulele Lakshadweep din India, peste Canalul de Opt Grade. Insulele Andaman și Nicobar din India, situate la aproximativ 1.200 de kilometri sud-est de continent, au granițe maritime comune cu Myanmar, Thailanda și Indonezia. Extremitatea sudică a continentului indian (8°4′38″N, 77°31′56″E) se află chiar la sud de Kanyakumari, în timp ce punctul cel mai sudic din India este Punctul Indira de pe Insula Mare Nicobar. Cel mai nordic punct aflat sub administrație indiană este Pasul Indira, Ghețarul Siachen. Apele teritoriale ale Indiei se extind în mare pe o distanță de 12 mile marine de la linia de bază a coastei.
India are a 18-a cea mai mare zonă economică exclusivă, cu o suprafață de 2.305.143 km².
Frontierele nordice ale Indiei sunt definite în mare parte de lanțul muntos Himalaya, unde țara se învecinează cu China, Bhutan și Nepal. Granița sa vestică cu Pakistanul se află în lanțurile muntoase Karakoram și Himalaya de Vest, Câmpiile Punjab, Deșertul Thar și mlaștinile sărate Rann of Kutch. În extremitatea nord-estică, Dealurile Chin și Dealurile Kachin, regiuni muntoase împădurite, separă India de Birmania. La est, granița sa cu Bangladesh este definită în mare parte de Dealurile Khasi și Dealurile Mizo, precum și de regiunea bazinului hidrografic al Câmpiei Indo-Gangerice.
Gange este cel mai lung fluviu care izvorăște din India. Sistemul Gange-Brahmaputra ocupă cea mai mare parte a nordului, centrului și estului Indiei, în timp ce Podișul Deccan ocupă cea mai mare parte a sudului Indiei. Kangchenjunga, în statul indian Sikkim, este cel mai înalt punct din India, la 8.586 m și al treilea cel mai înalt vârf din lume. După Everest (8.849 m) și K2 (8.611 m). Clima din India variază de la ecuatorială în extremitatea sudică, la alpină și tundră în regiunile superioare ale Himalayei. Din punct de vedere geologic, India se află pe placa indiană, partea de nord a plăcii indo-australiene.

## Dezvoltare geologică

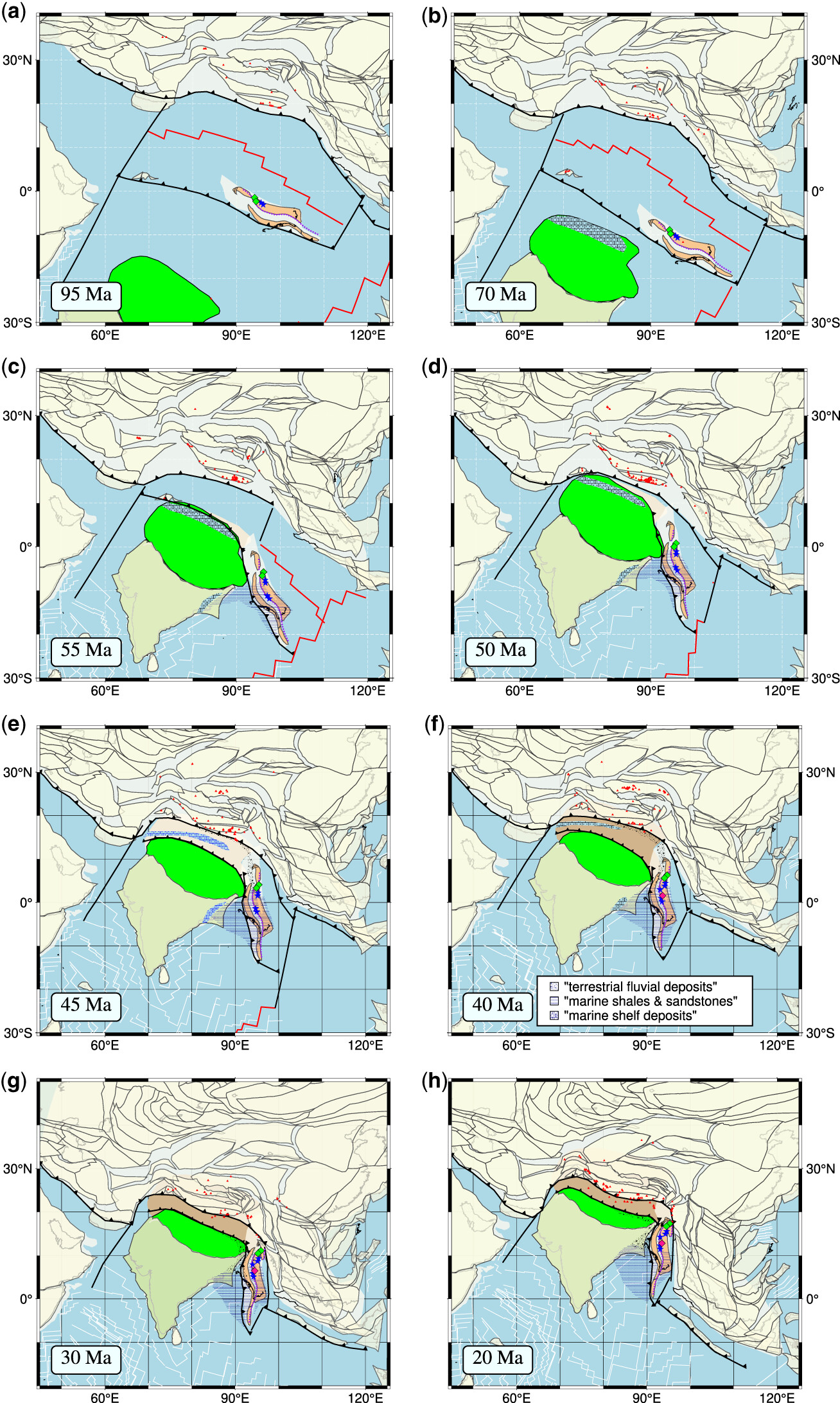
Model propus al coliziunii între subcontinentul Indian și continentul Asiatic, formând Munții Himalaya.

India se află în întregime în placa tectonică Indiană, care și ea face parte din Placa Indo-Australiană.
Acum mai bine de 140 de milioane de ani, subcontinentul Indian făcea din supercontinentul antic Gondwana. Dar, acum circa 120 de milioane de ani, India s-a rupt de continent și, a început să planeze nord la o viteză de aproximativ 5 cm/an. Apoi, acum circa 80 de milioane de ani, în perioada Cretacică, subcontinentul s-a repezit la o viteză de 15 cm/an. Iar acum 50 de milioane de ani, în perioada Eocenă, India s-a izbit de Placa Eurasiatică prin podișul Tibet și a înălțat Munții Himalaya. India a traversat peste 2,000 km și s-a mișcat la dublu cât viteza a celei mai rapide plăci tectonice din prezent. În 2007, geologi germani au determinat că placa a putut să se miște așa de repede, fiindcă era mult mai puțin gros comparativ cu alte plăci tectonice din același continent. Începând cu anul 2009, placa indiană se mișcă spre nord-est cu 5 cm/an, în timp ce placa eurasiatică se mișcă spre nord cu doar 2 cm/an . Prin urmare, India este denumită „cel mai rapid continent”. Acest lucru provoacă deformarea plăcii eurasiatice și comprimarea plăcii indiene cu o rată de 4 cm/an.

## Relieful

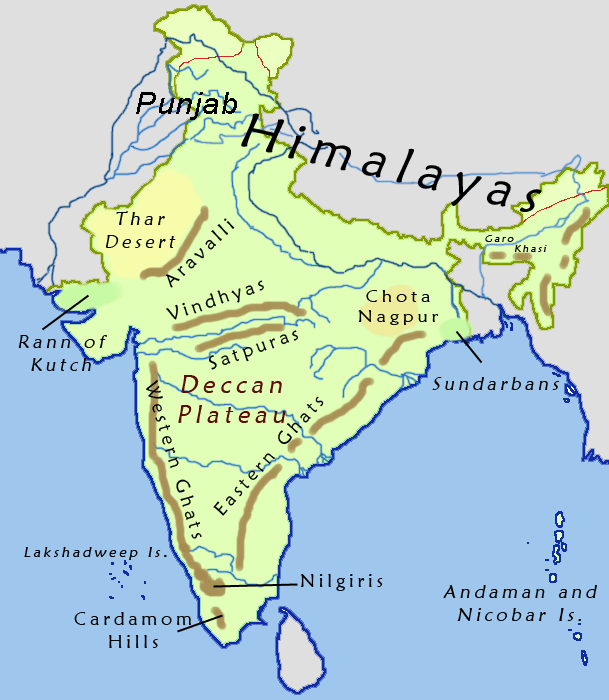
Relieful Indiei

India peninsulară este formată dintr-un podiș vechi, Podișul Deccan, care este semideșert și mărginită de Gații de Vest și Gații de Est, sub 2.000 de metri (aceștia având aspectul de munți). Un alt podiș important este Podișul Thar (deșert). Tot în India se află Munții Himalaya (peste 8.000 de metri).
Câmpii: Câmpia Indo-Gangetică.
India continentală se situează sub sistemul himalayan.

## Clima

Harta climatică a Indiei este bazată pe temperatură, precipitații și, sezonalitate.

Bazat pe clasificarea climatică Köppen, India are șase sub-tipuri climatice, variând de la deșerturi Aride în vest, Tundra Alpină și glaciari în nord și, regiuni tropicale umede care susțin păduri tropicale în sud-vest și în teritoriile insulare. India are patru anotimpuri: iarna, din ianuarie până în începutul apriliei. Vara, sau pre-musonul, din aprilie până în iunie (în nord-vestul Indiei până în iulie).
Musonul, din iunie până în septembrie. 
Post-muson, din octombrie până în decembrie.
Munții Himalaya acționează ca o barieră împotriva vânturilor catabatice geroase care coboară din Asia Centrală. Astfel, nordul Indiei este menținut cald sau doar ușor răcorit în timpul iernii; vara, același fenomen face ca India să fie relativ fierbinte. Deși Tropicul Racului,granița dintre tropice și subtropice trece prin mijlocul Indiei, întreaga țară este considerată tropicală.
Vara durează între aprilie și iunie în cea mai mare parte a Indiei. Temperaturile pot depăși 40 °C în timpul zilei. Regiunile de coastă depășesc 30 °C, împreună cu niveluri ridicate de umiditate. În zona deșertului Thar, temperaturile pot depăși 45 °C. Norii musonici purtători de ploaie sunt atrași de sistemul de joasă presiune creat de deșertul Thar. Musonul de sud-vest se împarte în două brațe, brațul Golfului Bengal și brațul Mării Arabiei. Brațul Golfului Bengal se deplasează spre nord, traversând nord-estul Indiei la începutul lunii iunie. Brațul Mării Arabiei se deplasează spre nord și depune o mare parte din ploaie pe partea în care este expus vântul Ghatelor de Vest. Iernile în peninsula Indiană sunt caracterizate de zile blânde spre calde și nopți răcoroase. Mai la nord, temperatura este mai scăzută. Temperaturile în unele părți ale câmpiilor indiene scad uneori sub zero grade. Cea mai mare parte a nordului Indiei este afectată de ceață în acest sezon. Cea mai ridicată temperatură înregistrată în India a fost de 51 °C în orașul Phalodi, regiunea Rajasthan.
Iar cea mai scăzută a fost de -60 °C în Dras, Jammu și Kashmir.

## Hidrografia

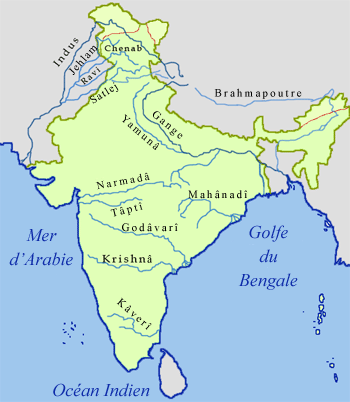
Fluviile Indiei

Hidrografia cuprinde sistemul Brahmaputra-lulu.
Rețeaua hidrografică este influențată de cele trei mari unități de relief și climă. Principalele fluvii sunt Gange și afluentul său, Brahmaputra. Ambele cu izvoarele în Himalaya, se varsă în Golful Bengal printr-o imensă deltă comună. Au debite bogate, sunt navigabile și favorizează irigațiile. 
Râurile din Podișul Dekkan sunt mai scurte (cel mai lung fiind Godavari care nu depășește 1500 km) și au debite variabile.

## Vegetația
Vegetația reflectă marea etajare în altitudine a reliefului și diversitatea regimului precipitațiilor:
1. pădurea tropicală deasă, în deosebi pe Coasta Malabar (vestul Peninsulei Indiene) și în extremitatea nord-estică (Assam);
2. pădurea de conifere (în Munții Himalaya);
3. savana (îndeosebi în Câmpia Gangelui);
4. stepa cu maracini (mai ales în Podișul Deccan);
5. vegetație deșertică (Deșertul Thar);
6. Vegetatie de Mangrove (pe coastele Malabar si Coromandel).